# Église Notre-Dame-de-la-Miséricorde de Saint-Pétersbourg
Pour les articles homonymes, voir Église Notre-Dame-de-la-Miséricorde.
L'église Notre-Dame-de-la-Miséricorde est une église située à Saint-Pétersbourg en Russie, sur l'île Vassilievski.

## Histoire
Elle a été construite sous la direction de l'architecte Vassili Kossiakov en 1898 en l'honneur du couronnement d'Alexandre III et de Dagmar de Danemark, en style néo-byzantin. L'église a également servi d'exemple pour la plus grande cathédrale navale, Saint-Nicolas de Kronstadt. En 1898, le prêtre Gapone, prédicateur qui sera l'un des futurs meneurs de la révolution de 1905, est prêtre dans cette église.
En 1932, le gouvernement soviétique ferma le temple et transforme l'église en base militaire, comportant un centre d'entrainement des plongeurs de la marine soviétique. Celui-ci comprend notamment une piscine d'entraînement, un caisson de décompression, et une réplique d'un compartiment de sous-marin. Un important tube de 40 mètres est installé sous la coupole,.
Après la chute de l'URSS, l'église continue à servir de base militaire au ministère de la Défense de la fédération de Russie. En 2012, l'église est rendue par le gouvernement au patriarcat de Moscou. En octobre 2019, alors  que l'église est dans un état de délabrement avancé et comporte encore des installations militaires, le ministère de la culture russe annonce un plan de restauration pour un montant de 883 millions de roubles.